# Église Sainte-Agnès de Booleroo Centre
Pour les articles homonymes, voir Église Sainte-Agnès.
L’église Sainte-Agnès (anglais : St Agnes’ Church) est un édifice religieux catholique du début du XXe siècle situé à Booleroo Centre, en Australie.

## Situation et accès
L’édifice est situé au no 44 de la rue Arthur (anglais : Arthur Street), à l’est de Booleroo Centre, et plus largement au sud-est du district de Mount Remarkable.

## Histoire

### Dédicace
La cérémonie de dédicace a lieu le 10 août 1912. Une messe est d’abord célébrée à 8 h puis à 9 h et la dédicace est effectuée à 10 h 15 par l’évêque John Henry Norton (en) assisté par les prêtres dénommés O’Connor et McEvoy.

## Structure
L’église, construite dans un style néo-roman, s’étend sur une longueur de 57 pieds (17,37 m) et une largeur de 27 pieds (8,23 m). Elle est faite de pierre blanche et d’un chaînage en ciment.